# Colletotrichum piperis
Colletotrichum piperis är en svampart som beskrevs av Petch 1917. Colletotrichum piperis ingår i släktet Colletotrichum och familjen Glomerellaceae.   Inga underarter finns listade i Catalogue of Life.